# Слободан Маринковић
Слободан Маринковић (Сплит, 21. јануар 1952) је српски политиколог и дипломата и тренутни амбасадор у Џакарти (Република Индонезија). Основношколско и гимназијско образовање је стекао у Београду. Године 1975. је дипломирао међународне односе на Факултету политичких наука у Београду. Ожењен је и има једно дете. Течно говори енглески и руски језик. 

## Професионална каријера
Каријеру је започео 1974. на месту професионалног потпредседника Омладинске организације Града Београда. Касније је био и председник ове организације у којој остаје до 1978. Године 1979. је на редовном одслужењу војног рока где пролази обуку за резервног официра. Од 1980. до 1982. је саветник за политички систем Градске комисије Савеза социјалистичког радног народа Града Београда. Од 1982. до 1986. је помоћник секретара Владе Социјалистичке Републике Србије (дела СФРЈ). Од 1986. до 1989. је помоћник секретара и саветник за спољну политику Кабинета председника Скупштине СР Србије. Од 1989. до 1990. је шеф Кабинета потпредседника Председништва СФРЈ. Од 1990. до 1991. је шеф Кабинета председника Председништва СФРЈ, а од 1991. до 1992. је шеф Кабинета члана Председништва СФРЈ (на све три функције се налазио Борисав Јовић). Од 1992. до 1995. је генерални секретар Председништва СРЈ у рангу амбасадора. Од 1995. до 1999. ради као амбасадор за специјалне и ad hoc послове Министарства иностраних послова СРЈ. Од 1999. до 2003. ради као шеф Групе за хуманитарна питања Министарства иностраних (касније: спољних) послова СРЈ. Током 2004. је координатор Групе за израду система контроле промета наоружања и опасних материја Министарства спољних послова СЦГ. Од 2005. до 2006. године је на положају шефа Дипломатског протокола МСП-а СЦГ. Исту функцију обавља до 2009. у МСП-у Републике Србије. Од 2009. до 2013. је амбасадор Републике Србије у Републици Кореји, у Сеулу. Од 2014. до 2016. је на месту начелника Одељења за Европу Министарства спољних послова Републике Србије у рангу амбасадора.
Дана 11. фебруара 2016. године је постављен за амбасадора у Индонезији. Поред Индонезије, он је и нерезиденцијални амбасадор наше земље у Брунеју, Источном Тимору, Камбоџи, Малезији, Сингапуру и Азијској развојној банци.

## Награде
- 2002: Награда Браћа Карић